# Orgasmatron (álbum)
Orgasmatron es el séptimo álbum de estudio de la banda de rock británica Motörhead, fue lanzado al mercado el 12 de agosto de 1986. Es el único álbum completo de Motörhead con el baterista Pete Gill, aunque también tocó en cuatro nuevas canciones del recopilatorio de 1984, No Remorse. 
En un principio el álbum iba a llamarse Ridin' with the Driver para después llamarse Orgasmatron, de ahí que aparezca el diseño del tren de Joe Petagno, que no hubo tiempo de cambiar.
Contiene algunas de las canciones más duras de Motörhead ("Orgasmatron" y "Deaf Forever") y es el álbum que devolvió a Motörhead al éxito (junto con No Remorse), después del fracaso comercial, aunque aclamado por la crítica, Another Perfect Day. El álbum llegó al No. 21 de las listas británicas.
La canción "Orgasmatron" se regrabó en 2000 para su descarga digital bajo el nombre de "Orgasmatron 2000", para después ser incluido en la caja recopilatoria de 5 CD de 2003  Stone Deaf Forever!

## Lista de canciones
Todas las canciones compuestas por Würzel, Phil Campbell, Pete Gill, Lemmy, excepto donde se indique lo contrario.

### Versión original
1. "Deaf Forever" – 4:25
2. "Nothing Up My Sleeve" – 3:11
3. "Ain't My Crime" – 3:42
4. "Claw" – 3:31
5. "Mean Machine" – 2:57
6. "Built for Speed" – 4:56
7. "Ridin' with the Driver" – 3:47
8. "Doctor Rock" – 3:37
9. "Orgasmatron" – 5:27

### Pistas adicionales
1. "On the Road" [directo] – 4:59
2. "Steal Your Face" [directo] – 4:15
  - Pistas 10 y 11 editadas originalmente como Caras B de Deaf Forever.
3. "Claw" [versión alternativa] – 3:31

### Edición Deluxe (2006)

#### Disco 1
1. "Deaf Forever" – 4:25
2. "Nothing Up My Sleeve" – 3:11
3. "Ain't My Crime" – 3:42
4. "Claw" – 3:31
5. "Mean Machine" – 2:57
6. "Built for Speed" – 4:56
7. "Ridin' with the Driver" – 3:47
8. "Doctor Rock" – 3:37
9. "Orgasmatron" – 5:27

#### Disco 2
1. "On the Road" – 4:59
2. "Steal Your Face" [directo] – 4:15
3. "Claw" [versión alternativa] – 3:31
4. "Stay Clean" [directo] (Eddie Clarke, Lemmy, Phil Taylor) - 2:33
5. "Heart of Stone" [directo] (Eddie Clarke, Lemmy, Phil Taylor) - 2:56
6. "Nothing Up My Sleeve" [directo] - 3:35
7. "Metropolis" [directo] (Eddie Clarke, Lemmy, Phil Taylor) - 3:35
8. "Killed by Death" [directo] - 3:39
9. "Ace of Spades" [directo] (Eddie Clarke, Lemmy, Phil Taylor) - 5:34
10. "Steal Your Face" [directo] - 4:33
11. "(We Are) The Road Crew" [directo] (Eddie Clarke, Lemmy, Phil Taylor) - 2:34
12. "Motorhead" [directo] (Lemmy) - 2:45
13. "Bomber" [directo] (Eddie Clarke, Lemmy, Phil Taylor) - 3:45
14. "Overkill" [directo] (Eddie Clarke, Lemmy, Phil Taylor) - 5:28

Pistas 4-14 fueron grabadas para BBC Radio 1  y emitido en el programa Friday Rock Show, sin ser comercializado hasta esta edición de 2CD.

## Personal
- Lemmy – bajo, voz
- Phil Campbell – guitarra
- Würzel – guitarra
- Pete Gill – batería

- Grabado en Master Rock Studios, Londres, Reino Unido
- Producción e ingeniería de Bill Laswell y Jason Corsaro